# Blues in the Night
Blues in the Night is een Amerikaanse muziekfilm uit 1941 onder regie van Anatole Litvak.

## Verhaal
Een jazzpianist speelt in een bar in Saint Louis en ontmoet er een klarinettist. Hij wil hem overtuigen om lid te worden van zijn groepje. Na een gevecht in de bar worden ze samen met de drummer en de bassist in de cel gegooid. Daar horen ze een andere gevangene een bluesnummer zingen.

## Rolverdeling
| Acteur            | Personage      |
| ----------------- | -------------- |
| Priscilla Lane    | Ginger Powell  |
| Betty Field       | Kay Grant      |
| Richard Whorf     | Jigger Pine    |
| Lloyd Nolan       | Del Davis      |
| Jack Carson       | Leo Powell     |
| Wallace Ford      | Brad Ames      |
| Elia Kazan        | Nickie Haroyen |
| Peter Whitney     | Pete Bossett   |
| Billy Halop       | Peppi          |
| Howard Da Silva   | Sam Paryas     |
| Joyce Compton     | Blondje        |
| Herbert Heywood   | Remmer         |
| George Lloyd      | Joe            |
| Charles C. Wilson | Barney         |
| Matt McHugh       | Dronkenman     |

## Filmmuziek
1. Blues in the Night
2. This Time the Dream's On Me
3. Hang on to Your Lids, Kids
4. Says Who, Says You, Says I
5. Wait Till It Happens to You